# Adesmus facetus
Adesmus facetus är en skalbaggsart som beskrevs av Martins och Maria Helena M. Galileo 2008. Adesmus facetus ingår i släktet Adesmus och familjen långhorningar. Inga underarter finns listade i Catalogue of Life.